# Гансі Бурґ
Гансі Бурґ (нім. Hansi Burg; нар. 12 лютого 1898, Відень, Австро-Угорщина — пом. 14 березня 1975, Ґаратсгаузен, Фельдафінґ, Баварія, ФРН) — австрійська та німецька акторка театру і кіно. Супутниця життя актора Ганса Альберса.

## Життєпис
Гансі Бурґ народилася у Відні 12 лютого 1898 року. Батько Гансі — актор Ойґен Бурґ. Гансі виросла у Берліні, там почала акторську кар'єру в 1917 році у берлінському театрі комедії під керівництвом Генріха Больтена-Беккера. Працюючи в театрі «Тріанон» (сезон 1920/21), познайомилася з актором Гансом Альберсом. В цей же час Гансі знялась у декількох фільмах. Незабаром Гансі Бурґ і Ганс Альберс стали жити разом. З ростом популярності Альберса Гансі Бурґ все більше відходила в тінь і взяла на себе роль його супутниці та консультанта.
Після приходу до влади націонал-соціалістів у 1933 році акторська пара потрапила під спостереження. Щоб врятувати свою кар'єру і знизити тиск, Альберс в офіційному листі на ім'я Геббельса від 15 жовтня 1935 року заявив про розлучення з єврейкою Гансі Бурґ. Вона для виду вийшла заміж за громадянина Норвегії, але фактично Гансі Бурґ і Альберс продовжували жити разом біля Штарнберзького озера, поки у 1939 році Гансі потайки не виїхав через Швейцарію в Лондон. 
Батько Гансі Ойґен Бурґ загинув у концентраційному таборі Терезієнштадт в Чехії у 1944 році.
У 1946 році Гансі Бурґ повернулася до Німеччини в уніформі британського військовика. Вона прожила разом з Альберсом аж до його смерті у 1960 році. 
У 1971 році Бурґ продала державі свою земельну ділянку в Ґаратсгаузені, зберігши право проживання в будинку.

## Фільмографія
| Рік  |   | Українська назва                       | Оригінальна назва                     | Роль |
| ---- | - | -------------------------------------- | ------------------------------------- | ---- |
| 1919 | ф | Мати-Земля                             | Mutter Erde                           |      |
| 1919 | ф | Пригоди Біанетті                       | Abenteuer der Bianetti                |      |
| 1919 | ф | Дівчина з придорожної ферми. Частина 1 | Das Mädchen aus der Ackerstraße. 1.Te |      |
| 1920 | ф | Невидимий злодій                       | Der unsichtbare Dieb                  |      |